# Eleições presidenciais de 2011 em Coimbra

## Resultados Oficiais
| Candidato               | Candidato               | Votos   | %               |
| ----------------------- | ----------------------- | ------- | --------------- |
|                         | Aníbal Cavaco Silva     | 25 803  | 45,23 / 100,00  |
|                         | Manuel Alegre           | 14 881  | 26,08 / 100,00  |
|                         | Fernando Nobre          | 9 729   | 17,05 / 100,00  |
|                         | Francisco Lopes         | 4 032   | 7,07 / 100,00   |
|                         | José Manuel Coelho      | 1 955   | 3,43 / 100,00   |
|                         | Defensor Moura          | 652     | 1,14 / 100,00   |
| Votos Inválidos         | Votos Inválidos         | 5 170   | 8,31 / 100,00   |
| Total                   | Total                   | 62 222  | 100,00 / 100,00 |
| Eleitorado/Participação | Eleitorado/Participação | 128 249 | 48,52 / 100,00  |

## Resultados por Freguesia
Os resultados dos candidatos por freguesia foram os seguintes:
| Freguesia                 | %     | %     | %     | %     | %    | %    | Votantes |
| Freguesia                 | ACS   | MA    | FN    | FL    | JMC  | DM   | Votantes |
| ------------------------- | ----- | ----- | ----- | ----- | ---- | ---- | -------- |
| Almalaguês                | 46,13 | 25,59 | 16,25 | 7,07  | 3,70 | 1,26 | 1 314    |
| Ameal                     | 30,39 | 37,75 | 15,69 | 9,31  | 5,56 | 1,31 | 656      |
| Antanhol                  | 45,82 | 27,14 | 16,40 | 5,10  | 4,02 | 1,52 | 998      |
| Antuzede                  | 40,36 | 29,31 | 15,81 | 9,00  | 3,73 | 1,80 | 836      |
| Arzila                    | 27,02 | 44,70 | 12,88 | 10,10 | 4,29 | 1,01 | 430      |
| Assafarge                 | 41,24 | 29,69 | 19,73 | 5,16  | 2,67 | 1,51 | 1 219    |
| Botão                     | 42,94 | 33,23 | 14,42 | 4,70  | 3,19 | 1,52 | 717      |
| Brasfemes                 | 36,80 | 31,19 | 19,15 | 6,76  | 5,01 | 1,13 | 894      |
| Castelo Viegas            | 45,06 | 23,77 | 16,67 | 9,10  | 4,48 | 0,93 | 718      |
| Ceira                     | 48,69 | 24,12 | 16,02 | 7,29  | 3,15 | 0,72 | 1 401    |
| Cernache                  | 42,44 | 26,86 | 19,07 | 7,44  | 3,13 | 1,06 | 1 842    |
| Coimbra - Almedina        | 52,81 | 23,77 | 11,25 | 10,34 | 1,45 | 0,36 | 581      |
| Coimbra - Santa Cruz      | 45,90 | 26,95 | 15,41 | 7,60  | 3,07 | 1,06 | 2 720    |
| Coimbra - São Bartolomeu  | 52,98 | 26,65 | 11,91 | 5,33  | 2,19 | 0,94 | 344      |
| Coimbra - Sé Nova         | 52,93 | 20,71 | 15,62 | 6,40  | 2,73 | 1,61 | 3 498    |
| Eiras                     | 42,58 | 27,55 | 16,60 | 8,78  | 3,56 | 0,94 | 4 758    |
| Lamarosa                  | 56,77 | 20,11 | 12,61 | 6,70  | 3,42 | 0,39 | 800      |
| Ribeira de Frades         | 39,15 | 35,44 | 15,52 | 5,22  | 4,12 | 0,55 | 789      |
| Santa Clara               | 46,14 | 25,35 | 17,77 | 6,07  | 3,55 | 1,11 | 4 396    |
| Santo António dos Olivais | 47,08 | 23,23 | 18,81 | 6,21  | 3,29 | 1,37 | 17 674   |
| São João do Campo         | 39,11 | 24,63 | 16,78 | 15,70 | 2,98 | 0,81 | 775      |
| São Martinho de Árvore    | 44,31 | 25,00 | 20,05 | 5,45  | 4,70 | 0,50 | 436      |
| São Martinho do Bispo     | 43,96 | 26,39 | 18,25 | 6,55  | 3,77 | 1,07 | 5 825    |
| São Paulo de Frades       | 41,02 | 29,01 | 16,56 | 9,10  | 3,45 | 0,85 | 2 176    |
| São Silvestre             | 38,87 | 33,61 | 14,44 | 8,72  | 3,72 | 0,64 | 1 173    |
| Souselas                  | 46,45 | 29,10 | 12,38 | 7,65  | 3,86 | 0,55 | 1 392    |
| Taveiro                   | 43,42 | 28,59 | 16,87 | 6,10  | 3,71 | 1,32 | 908      |
| Torre de Vilela           | 50,00 | 20,73 | 14,96 | 10,04 | 3,42 | 0,85 | 503      |
| Torres do Mondego         | 42,89 | 32,82 | 12,25 | 8,32  | 2,63 | 1,09 | 1 002    |
| Trouxemil                 | 44,72 | 29,71 | 14,31 | 7,01  | 3,55 | 0,69 | 1 104    |
| Vil de Matos              | 44,88 | 29,82 | 15,66 | 6,33  | 2,71 | 0,60 | 343      |
| Coimbra                   | 45,23 | 26,08 | 17,05 | 7,07  | 3,43 | 1,14 | 62 222   |

#### Almalaguês
| Candidato               | Candidato               | Votos | %               |
| ----------------------- | ----------------------- | ----- | --------------- |
|                         | Aníbal Cavaco Silva     | 548   | 46,13 / 100,00  |
|                         | Manuel Alegre           | 304   | 25,59 / 100,00  |
|                         | Fernando Nobre          | 193   | 16,25 / 100,00  |
|                         | Francisco Lopes         | 84    | 7,07 / 100,00   |
|                         | José Manuel Coelho      | 44    | 3,70 / 100,00   |
|                         | Defensor Moura          | 15    | 1,26 / 100,00   |
| Votos Inválidos         | Votos Inválidos         | 126   | 9,59 / 100,00   |
| Total                   | Total                   | 1 314 | 100,00 / 100,00 |
| Eleitorado/Participação | Eleitorado/Participação | 2 918 | 45,03 / 100,00  |

#### Ameal
| Candidato               | Candidato               | Votos | %               |
| ----------------------- | ----------------------- | ----- | --------------- |
|                         | Manuel Alegre           | 231   | 37,75 / 100,00  |
|                         | Aníbal Cavaco Silva     | 186   | 30,39 / 100,00  |
|                         | Fernando Nobre          | 96    | 15,69 / 100,00  |
|                         | Francisco Lopes         | 57    | 9,31 / 100,00   |
|                         | José Manuel Coelho      | 34    | 5,56 / 100,00   |
|                         | Defensor Moura          | 8     | 1,31 / 100,00   |
| Votos Inválidos         | Votos Inválidos         | 44    | 6,70 / 100,00   |
| Total                   | Total                   | 656   | 100,00 / 100,00 |
| Eleitorado/Participação | Eleitorado/Participação | 1 251 | 52,44 / 100,00  |

#### Antanhol
| Candidato               | Candidato               | Votos | %               |
| ----------------------- | ----------------------- | ----- | --------------- |
|                         | Aníbal Cavaco Silva     | 422   | 45,82 / 100,00  |
|                         | Manuel Alegre           | 250   | 27,14 / 100,00  |
|                         | Fernando Nobre          | 151   | 16,40 / 100,00  |
|                         | Francisco Lopes         | 47    | 5,10 / 100,00   |
|                         | José Manuel Coelho      | 37    | 4,02 / 100,00   |
|                         | Defensor Moura          | 14    | 1,52 / 100,00   |
| Votos Inválidos         | Votos Inválidos         | 77    | 7,71 / 100,00   |
| Total                   | Total                   | 998   | 100,00 / 100,00 |
| Eleitorado/Participação | Eleitorado/Participação | 2 050 | 48,68 / 100,00  |

#### Antuzede
| Candidato               | Candidato               | Votos | %               |
| ----------------------- | ----------------------- | ----- | --------------- |
|                         | Aníbal Cavaco Silva     | 314   | 40,36 / 100,00  |
|                         | Manuel Alegre           | 228   | 29,31 / 100,00  |
|                         | Fernando Nobre          | 123   | 15,81 / 100,00  |
|                         | Francisco Lopes         | 70    | 9,00 / 100,00   |
|                         | José Manuel Coelho      | 29    | 3,73 / 100,00   |
|                         | Defensor Moura          | 14    | 1,80 / 100,00   |
| Votos Inválidos         | Votos Inválidos         | 58    | 6,94 / 100,00   |
| Total                   | Total                   | 836   | 100,00 / 100,00 |
| Eleitorado/Participação | Eleitorado/Participação | 2 135 | 39,16 / 100,00  |

#### Arzila
| Candidato               | Candidato               | Votos | %               |
| ----------------------- | ----------------------- | ----- | --------------- |
|                         | Manuel Alegre           | 177   | 44,70 / 100,00  |
|                         | Aníbal Cavaco Silva     | 107   | 27,02 / 100,00  |
|                         | Fernando Nobre          | 51    | 12,88 / 100,00  |
|                         | Francisco Lopes         | 40    | 10,10 / 100,00  |
|                         | José Manuel Coelho      | 17    | 4,29 / 100,00   |
|                         | Defensor Moura          | 4     | 1,01 / 100,00   |
| Votos Inválidos         | Votos Inválidos         | 31    | 7,91 / 100,00   |
| Total                   | Total                   | 430   | 100,00 / 100,00 |
| Eleitorado/Participação | Eleitorado/Participação | 813   | 52,89 / 100,00  |

#### Assafarge
| Candidato               | Candidato               | Votos | %               |
| ----------------------- | ----------------------- | ----- | --------------- |
|                         | Aníbal Cavaco Silva     | 464   | 41,24 / 100,00  |
|                         | Manuel Alegre           | 334   | 29,69 / 100,00  |
|                         | Fernando Nobre          | 222   | 19,73 / 100,00  |
|                         | Francisco Lopes         | 58    | 5,16 / 100,00   |
|                         | José Manuel Coelho      | 30    | 2,67 / 100,00   |
|                         | Defensor Moura          | 17    | 1,51 / 100,00   |
| Votos Inválidos         | Votos Inválidos         | 94    | 7,71 / 100,00   |
| Total                   | Total                   | 1 219 | 100,00 / 100,00 |
| Eleitorado/Participação | Eleitorado/Participação | 2 262 | 53,89 / 100,00  |

#### Botão
| Candidato               | Candidato               | Votos | %               |
| ----------------------- | ----------------------- | ----- | --------------- |
|                         | Aníbal Cavaco Silva     | 283   | 42,94 / 100,00  |
|                         | Manuel Alegre           | 219   | 33,23 / 100,00  |
|                         | Fernando Nobre          | 95    | 14,42 / 100,00  |
|                         | Francisco Lopes         | 31    | 4,70 / 100,00   |
|                         | José Manuel Coelho      | 21    | 3,19 / 100,00   |
|                         | Defensor Moura          | 10    | 1,52 / 100,00   |
| Votos Inválidos         | Votos Inválidos         | 58    | 8,09 / 100,00   |
| Total                   | Total                   | 717   | 100,00 / 100,00 |
| Eleitorado/Participação | Eleitorado/Participação | 1 476 | 48,58 / 100,00  |

#### Brasfemes
| Candidato               | Candidato               | Votos | %               |
| ----------------------- | ----------------------- | ----- | --------------- |
|                         | Aníbal Cavaco Silva     | 294   | 36,80 / 100,00  |
|                         | Manuel Alegre           | 249   | 31,16 / 100,00  |
|                         | Fernando Nobre          | 153   | 19,15 / 100,00  |
|                         | Francisco Lopes         | 54    | 6,76 / 100,00   |
|                         | José Manuel Coelho      | 40    | 5,01 / 100,00   |
|                         | Defensor Moura          | 9     | 1,13 / 100,00   |
| Votos Inválidos         | Votos Inválidos         | 95    | 10,63 / 100,00  |
| Total                   | Total                   | 894   | 100,00 / 100,00 |
| Eleitorado/Participação | Eleitorado/Participação | 1 806 | 49,50 / 100,00  |

#### Castelo Viegas
| Candidato               | Candidato               | Votos | %               |
| ----------------------- | ----------------------- | ----- | --------------- |
|                         | Aníbal Cavaco Silva     | 292   | 45,06 / 100,00  |
|                         | Manuel Alegre           | 154   | 23,77 / 100,00  |
|                         | Fernando Nobre          | 108   | 16,67 / 100,00  |
|                         | Francisco Lopes         | 59    | 9,10 / 100,00   |
|                         | José Manuel Coelho      | 29    | 4,48 / 100,00   |
|                         | Defensor Moura          | 6     | 0,93 / 100,00   |
| Votos Inválidos         | Votos Inválidos         | 70    | 9,75 / 100,00   |
| Total                   | Total                   | 718   | 100,00 / 100,00 |
| Eleitorado/Participação | Eleitorado/Participação | 1 440 | 49,86 / 100,00  |

#### Ceira
| Candidato               | Candidato               | Votos | %               |
| ----------------------- | ----------------------- | ----- | --------------- |
|                         | Aníbal Cavaco Silva     | 541   | 48,69 / 100,00  |
|                         | Manuel Alegre           | 268   | 24,12 / 100,00  |
|                         | Fernando Nobre          | 178   | 16,02 / 100,00  |
|                         | Francisco Lopes         | 81    | 7,29 / 100,00   |
|                         | José Manuel Coelho      | 35    | 3,15 / 100,00   |
|                         | Defensor Moura          | 8     | 0,72 / 100,00   |
| Votos Inválidos         | Votos Inválidos         | 290   | 20,69 / 100,00  |
| Total                   | Total                   | 1 401 | 100,00 / 100,00 |
| Eleitorado/Participação | Eleitorado/Participação | 3 669 | 38,18 / 100,00  |

#### Cernache
| Candidato               | Candidato               | Votos | %               |
| ----------------------- | ----------------------- | ----- | --------------- |
|                         | Aníbal Cavaco Silva     | 719   | 42,44 / 100,00  |
|                         | Manuel Alegre           | 455   | 26,86 / 100,00  |
|                         | Fernando Nobre          | 323   | 19,07 / 100,00  |
|                         | Francisco Lopes         | 126   | 7,44 / 100,00   |
|                         | José Manuel Coelho      | 53    | 3,13 / 100,00   |
|                         | Defensor Moura          | 18    | 1,06 / 100,00   |
| Votos Inválidos         | Votos Inválidos         | 148   | 8,03 / 100,00   |
| Total                   | Total                   | 1 842 | 100,00 / 100,00 |
| Eleitorado/Participação | Eleitorado/Participação | 3 508 | 52,51 / 100,00  |

#### Coimbra - Almedina
| Candidato               | Candidato               | Votos | %               |
| ----------------------- | ----------------------- | ----- | --------------- |
|                         | Aníbal Cavaco Silva     | 291   | 52,81 / 100,00  |
|                         | Manuel Alegre           | 131   | 23,77 / 100,00  |
|                         | Fernando Nobre          | 62    | 11,25 / 100,00  |
|                         | Francisco Lopes         | 57    | 10,34 / 100,00  |
|                         | José Manuel Coelho      | 8     | 1,45 / 100,00   |
|                         | Defensor Moura          | 2     | 0,36 / 100,00   |
| Votos Inválidos         | Votos Inválidos         | 30    | 5,17 / 100,00   |
| Total                   | Total                   | 581   | 100,00 / 100,00 |
| Eleitorado/Participação | Eleitorado/Participação | 1 186 | 48,99 / 100,00  |

#### Coimbra - Santa Cruz
| Candidato               | Candidato               | Votos | %               |
| ----------------------- | ----------------------- | ----- | --------------- |
|                         | Aníbal Cavaco Silva     | 1 165 | 45,90 / 100,00  |
|                         | Manuel Alegre           | 684   | 26,95 / 100,00  |
|                         | Fernando Nobre          | 391   | 15,41 / 100,00  |
|                         | Francisco Lopes         | 193   | 7,60 / 100,00   |
|                         | José Manuel Coelho      | 78    | 3,07 / 100,00   |
|                         | Defensor Moura          | 27    | 1,06 / 100,00   |
| Votos Inválidos         | Votos Inválidos         | 182   | 6,69 / 100,00   |
| Total                   | Total                   | 2 720 | 100,00 / 100,00 |
| Eleitorado/Participação | Eleitorado/Participação | 5 999 | 45,34 / 100,00  |

#### Coimbra - São Bartolomeu
| Candidato               | Candidato               | Votos | %               |
| ----------------------- | ----------------------- | ----- | --------------- |
|                         | Aníbal Cavaco Silva     | 169   | 52,98 / 100,00  |
|                         | Manuel Alegre           | 85    | 26,65 / 100,00  |
|                         | Fernando Nobre          | 38    | 11,91 / 100,00  |
|                         | Francisco Lopes         | 17    | 5,33 / 100,00   |
|                         | José Manuel Coelho      | 7     | 2,19 / 100,00   |
|                         | Defensor Moura          | 3     | 0,94 / 100,00   |
| Votos Inválidos         | Votos Inválidos         | 25    | 7,27 / 100,00   |
| Total                   | Total                   | 344   | 100,00 / 100,00 |
| Eleitorado/Participação | Eleitorado/Participação | 832   | 41,35 / 100,00  |

#### Coimbra - Sé Nova
| Candidato               | Candidato               | Votos | %               |
| ----------------------- | ----------------------- | ----- | --------------- |
|                         | Aníbal Cavaco Silva     | 1 705 | 52,93 / 100,00  |
|                         | Manuel Alegre           | 667   | 20,71 / 100,00  |
|                         | Fernando Nobre          | 503   | 15,62 / 100,00  |
|                         | Francisco Lopes         | 206   | 6,40 / 100,00   |
|                         | José Manuel Coelho      | 88    | 2,73 / 100,00   |
|                         | Defensor Moura          | 52    | 1,61 / 100,00   |
| Votos Inválidos         | Votos Inválidos         | 277   | 7,92 / 100,00   |
| Total                   | Total                   | 3 498 | 100,00 / 100,00 |
| Eleitorado/Participação | Eleitorado/Participação | 6 393 | 54,72 / 100,00  |

#### Eiras
| Candidato               | Candidato               | Votos  | %               |
| ----------------------- | ----------------------- | ------ | --------------- |
|                         | Aníbal Cavaco Silva     | 1 867  | 42,58 / 100,00  |
|                         | Manuel Alegre           | 1 208  | 27,55 / 100,00  |
|                         | Fernando Nobre          | 728    | 16,60 / 100,00  |
|                         | Francisco Lopes         | 385    | 8,78 / 100,00   |
|                         | José Manuel Coelho      | 156    | 3,56 / 100,00   |
|                         | Defensor Moura          | 41     | 0,94 / 100,00   |
| Votos Inválidos         | Votos Inválidos         | 373    | 7,83 / 100,00   |
| Total                   | Total                   | 4 758  | 100,00 / 100,00 |
| Eleitorado/Participação | Eleitorado/Participação | 10 643 | 44,71 / 100,00  |

#### Lamarosa
| Candidato               | Candidato               | Votos | %               |
| ----------------------- | ----------------------- | ----- | --------------- |
|                         | Aníbal Cavaco Silva     | 432   | 56,77 / 100,00  |
|                         | Manuel Alegre           | 153   | 20,11 / 100,00  |
|                         | Fernando Nobre          | 96    | 12,61 / 100,00  |
|                         | Francisco Lopes         | 51    | 6,70 / 100,00   |
|                         | José Manuel Coelho      | 26    | 3,42 / 100,00   |
|                         | Defensor Moura          | 3     | 0,39 / 100,00   |
| Votos Inválidos         | Votos Inválidos         | 39    | 4,88 / 100,00   |
| Total                   | Total                   | 800   | 100,00 / 100,00 |
| Eleitorado/Participação | Eleitorado/Participação | 1 939 | 41,26 / 100,00  |

#### Ribeira de Frades
| Candidato               | Candidato               | Votos | %               |
| ----------------------- | ----------------------- | ----- | --------------- |
|                         | Aníbal Cavaco Silva     | 285   | 39,15 / 100,00  |
|                         | Manuel Alegre           | 258   | 35,44 / 100,00  |
|                         | Fernando Nobre          | 113   | 15,52 / 100,00  |
|                         | Francisco Lopes         | 38    | 5,22 / 100,00   |
|                         | José Manuel Coelho      | 30    | 4,12 / 100,00   |
|                         | Defensor Moura          | 4     | 0,55 / 100,00   |
| Votos Inválidos         | Votos Inválidos         | 61    | 7,73 / 100,00   |
| Total                   | Total                   | 789   | 100,00 / 100,00 |
| Eleitorado/Participação | Eleitorado/Participação | 1 623 | 48,61 / 100,00  |

#### Santa Clara
| Candidato               | Candidato               | Votos | %               |
| ----------------------- | ----------------------- | ----- | --------------- |
|                         | Aníbal Cavaco Silva     | 1 869 | 46,14 / 100,00  |
|                         | Manuel Alegre           | 1 027 | 25,35 / 100,00  |
|                         | Fernando Nobre          | 720   | 17,77 / 100,00  |
|                         | Francisco Lopes         | 246   | 6,07 / 100,00   |
|                         | José Manuel Coelho      | 144   | 3,55 / 100,00   |
|                         | Defensor Moura          | 45    | 1,11 / 100,00   |
| Votos Inválidos         | Votos Inválidos         | 345   | 7,85 / 100,00   |
| Total                   | Total                   | 4 396 | 100,00 / 100,00 |
| Eleitorado/Participação | Eleitorado/Participação | 9 029 | 48,69 / 100,00  |

#### Santo António dos Olivais
| Candidato               | Candidato               | Votos  | %               |
| ----------------------- | ----------------------- | ------ | --------------- |
|                         | Aníbal Cavaco Silva     | 7 620  | 47,08 / 100,00  |
|                         | Manuel Alegre           | 3 760  | 23,23 / 100,00  |
|                         | Fernando Nobre          | 3 044  | 18,81 / 100,00  |
|                         | Francisco Lopes         | 1 005  | 6,21 / 100,00   |
|                         | José Manuel Coelho      | 533    | 3,29 / 100,00   |
|                         | Defensor Moura          | 222    | 1,37 / 100,00   |
| Votos Inválidos         | Votos Inválidos         | 1 490  | 8,44 / 100,00   |
| Total                   | Total                   | 17 674 | 100,00 / 100,00 |
| Eleitorado/Participação | Eleitorado/Participação | 33 818 | 52,26 / 100,00  |

#### São João do Campo
| Candidato               | Candidato               | Votos | %               |
| ----------------------- | ----------------------- | ----- | --------------- |
|                         | Aníbal Cavaco Silva     | 289   | 39,11 / 100,00  |
|                         | Manuel Alegre           | 182   | 24,63 / 100,00  |
|                         | Fernando Nobre          | 124   | 16,78 / 100,00  |
|                         | Francisco Lopes         | 116   | 15,70 / 100,00  |
|                         | José Manuel Coelho      | 22    | 2,98 / 100,00   |
|                         | Defensor Moura          | 6     | 0,81 / 100,00   |
| Votos Inválidos         | Votos Inválidos         | 36    | 4,64 / 100,00   |
| Total                   | Total                   | 775   | 100,00 / 100,00 |
| Eleitorado/Participação | Eleitorado/Participação | 1 923 | 40,30 / 100,00  |

#### São Martinho de Árvore
| Candidato               | Candidato               | Votos | %               |
| ----------------------- | ----------------------- | ----- | --------------- |
|                         | Aníbal Cavaco Silva     | 179   | 44,31 / 100,00  |
|                         | Manuel Alegre           | 101   | 25,00 / 100,00  |
|                         | Fernando Nobre          | 81    | 20,05 / 100,00  |
|                         | Francisco Lopes         | 22    | 5,45 / 100,00   |
|                         | José Manuel Coelho      | 19    | 4,70 / 100,00   |
|                         | Defensor Moura          | 2     | 0,50 / 100,00   |
| Votos Inválidos         | Votos Inválidos         | 32    | 7,34 / 100,00   |
| Total                   | Total                   | 436   | 100,00 / 100,00 |
| Eleitorado/Participação | Eleitorado/Participação | 887   | 49,15 / 100,00  |

#### São Martinho do Bispo
| Candidato               | Candidato               | Votos  | %               |
| ----------------------- | ----------------------- | ------ | --------------- |
|                         | Aníbal Cavaco Silva     | 2 334  | 43,96 / 100,00  |
|                         | Manuel Alegre           | 1 401  | 26,39 / 100,00  |
|                         | Fernando Nobre          | 969    | 18,25 / 100,00  |
|                         | Francisco Lopes         | 348    | 6,55 / 100,00   |
|                         | José Manuel Coelho      | 200    | 3,77 / 100,00   |
|                         | Defensor Moura          | 57     | 1,07 / 100,00   |
| Votos Inválidos         | Votos Inválidos         | 516    | 8,86 / 100,00   |
| Total                   | Total                   | 5 825  | 100,00 / 100,00 |
| Eleitorado/Participação | Eleitorado/Participação | 12 408 | 46,95 / 100,00  |

#### São Paulo de Frades
| Candidato               | Candidato               | Votos | %               |
| ----------------------- | ----------------------- | ----- | --------------- |
|                         | Aníbal Cavaco Silva     | 820   | 41,02 / 100,00  |
|                         | Manuel Alegre           | 580   | 29,01 / 100,00  |
|                         | Fernando Nobre          | 331   | 16,56 / 100,00  |
|                         | Francisco Lopes         | 182   | 9,10 / 100,00   |
|                         | José Manuel Coelho      | 69    | 3,45 / 100,00   |
|                         | Defensor Moura          | 17    | 0,85 / 100,00   |
| Votos Inválidos         | Votos Inválidos         | 177   | 8,13 / 100,00   |
| Total                   | Total                   | 2 176 | 100,00 / 100,00 |
| Eleitorado/Participação | Eleitorado/Participação | 4 427 | 49,15 / 100,00  |

#### São Silvestre
| Candidato               | Candidato               | Votos | %               |
| ----------------------- | ----------------------- | ----- | --------------- |
|                         | Aníbal Cavaco Silva     | 428   | 38,87 / 100,00  |
|                         | Manuel Alegre           | 370   | 33,61 / 100,00  |
|                         | Fernando Nobre          | 159   | 14,44 / 100,00  |
|                         | Francisco Lopes         | 96    | 8,72 / 100,00   |
|                         | José Manuel Coelho      | 41    | 3,72 / 100,00   |
|                         | Defensor Moura          | 7     | 0,64 / 100,00   |
| Votos Inválidos         | Votos Inválidos         | 72    | 6,14 / 100,00   |
| Total                   | Total                   | 1 173 | 100,00 / 100,00 |
| Eleitorado/Participação | Eleitorado/Participação | 2 638 | 44,47 / 100,00  |

#### Souselas
| Candidato               | Candidato               | Votos | %               |
| ----------------------- | ----------------------- | ----- | --------------- |
|                         | Aníbal Cavaco Silva     | 589   | 46,45 / 100,00  |
|                         | Manuel Alegre           | 369   | 29,10 / 100,00  |
|                         | Fernando Nobre          | 157   | 12,38 / 100,00  |
|                         | Francisco Lopes         | 97    | 7,65 / 100,00   |
|                         | José Manuel Coelho      | 49    | 3,86 / 100,00   |
|                         | Defensor Moura          | 7     | 0,55 / 100,00   |
| Votos Inválidos         | Votos Inválidos         | 124   | 8,91 / 100,00   |
| Total                   | Total                   | 1 392 | 100,00 / 100,00 |
| Eleitorado/Participação | Eleitorado/Participação | 2 910 | 47,84 / 100,00  |

#### Taveiro
| Candidato               | Candidato               | Votos | %               |
| ----------------------- | ----------------------- | ----- | --------------- |
|                         | Aníbal Cavaco Silva     | 363   | 43,42 / 100,00  |
|                         | Manuel Alegre           | 239   | 28,59 / 100,00  |
|                         | Fernando Nobre          | 141   | 16,87 / 100,00  |
|                         | Francisco Lopes         | 51    | 6,10 / 100,00   |
|                         | José Manuel Coelho      | 31    | 3,71 / 100,00   |
|                         | Defensor Moura          | 11    | 1,32 / 100,00   |
| Votos Inválidos         | Votos Inválidos         | 72    | 7,93 / 100,00   |
| Total                   | Total                   | 908   | 100,00 / 100,00 |
| Eleitorado/Participação | Eleitorado/Participação | 1 718 | 52,85 / 100,00  |

#### Torre de Vilela
| Candidato               | Candidato               | Votos | %               |
| ----------------------- | ----------------------- | ----- | --------------- |
|                         | Aníbal Cavaco Silva     | 234   | 50,00 / 100,00  |
|                         | Manuel Alegre           | 97    | 20,73 / 100,00  |
|                         | Fernando Nobre          | 70    | 14,96 / 100,00  |
|                         | Francisco Lopes         | 47    | 10,04 / 100,00  |
|                         | José Manuel Coelho      | 16    | 3,42 / 100,00   |
|                         | Defensor Moura          | 4     | 0,85 / 100,00   |
| Votos Inválidos         | Votos Inválidos         | 35    | 6,96 / 100,00   |
| Total                   | Total                   | 503   | 100,00 / 100,00 |
| Eleitorado/Participação | Eleitorado/Participação | 1 027 | 48,98 / 100,00  |

#### Torres do Mondego
| Candidato               | Candidato               | Votos | %               |
| ----------------------- | ----------------------- | ----- | --------------- |
|                         | Aníbal Cavaco Silva     | 392   | 42,89 / 100,00  |
|                         | Manuel Alegre           | 300   | 32,82 / 100,00  |
|                         | Fernando Nobre          | 112   | 12,25 / 100,00  |
|                         | Francisco Lopes         | 76    | 8,32 / 100,00   |
|                         | José Manuel Coelho      | 24    | 2,63 / 100,00   |
|                         | Defensor Moura          | 10    | 1,09 / 100,00   |
| Votos Inválidos         | Votos Inválidos         | 88    | 8,79 / 100,00   |
| Total                   | Total                   | 1 002 | 100,00 / 100,00 |
| Eleitorado/Participação | Eleitorado/Participação | 2 212 | 45,30 / 100,00  |

#### Trouxemil
| Candidato               | Candidato               | Votos | %               |
| ----------------------- | ----------------------- | ----- | --------------- |
|                         | Aníbal Cavaco Silva     | 453   | 44,72 / 100,00  |
|                         | Manuel Alegre           | 301   | 29,71 / 100,00  |
|                         | Fernando Nobre          | 145   | 14,31 / 100,00  |
|                         | Francisco Lopes         | 71    | 7,01 / 100,00   |
|                         | José Manuel Coelho      | 36    | 3,55 / 100,00   |
|                         | Defensor Moura          | 7     | 0,69 / 100,00   |
| Votos Inválidos         | Votos Inválidos         | 91    | 8,24 / 100,00   |
| Total                   | Total                   | 1 104 | 100,00 / 100,00 |
| Eleitorado/Participação | Eleitorado/Participação | 2 579 | 42,81 / 100,00  |

#### Vil de Matos
| Candidato               | Candidato               | Votos | %               |
| ----------------------- | ----------------------- | ----- | --------------- |
|                         | Aníbal Cavaco Silva     | 149   | 44,88 / 100,00  |
|                         | Manuel Alegre           | 99    | 29,82 / 100,00  |
|                         | Fernando Nobre          | 52    | 15,66 / 100,00  |
|                         | Francisco Lopes         | 21    | 6,33 / 100,00   |
|                         | José Manuel Coelho      | 9     | 2,71 / 100,00   |
|                         | Defensor Moura          | 2     | 0,60 / 100,00   |
| Votos Inválidos         | Votos Inválidos         | 11    | 3,21 / 100,00   |
| Total                   | Total                   | 343   | 100,00 / 100,00 |
| Eleitorado/Participação | Eleitorado/Participação | 730   | 46,99 / 100,00  |